# Astaneh-ye Achrafiyeh

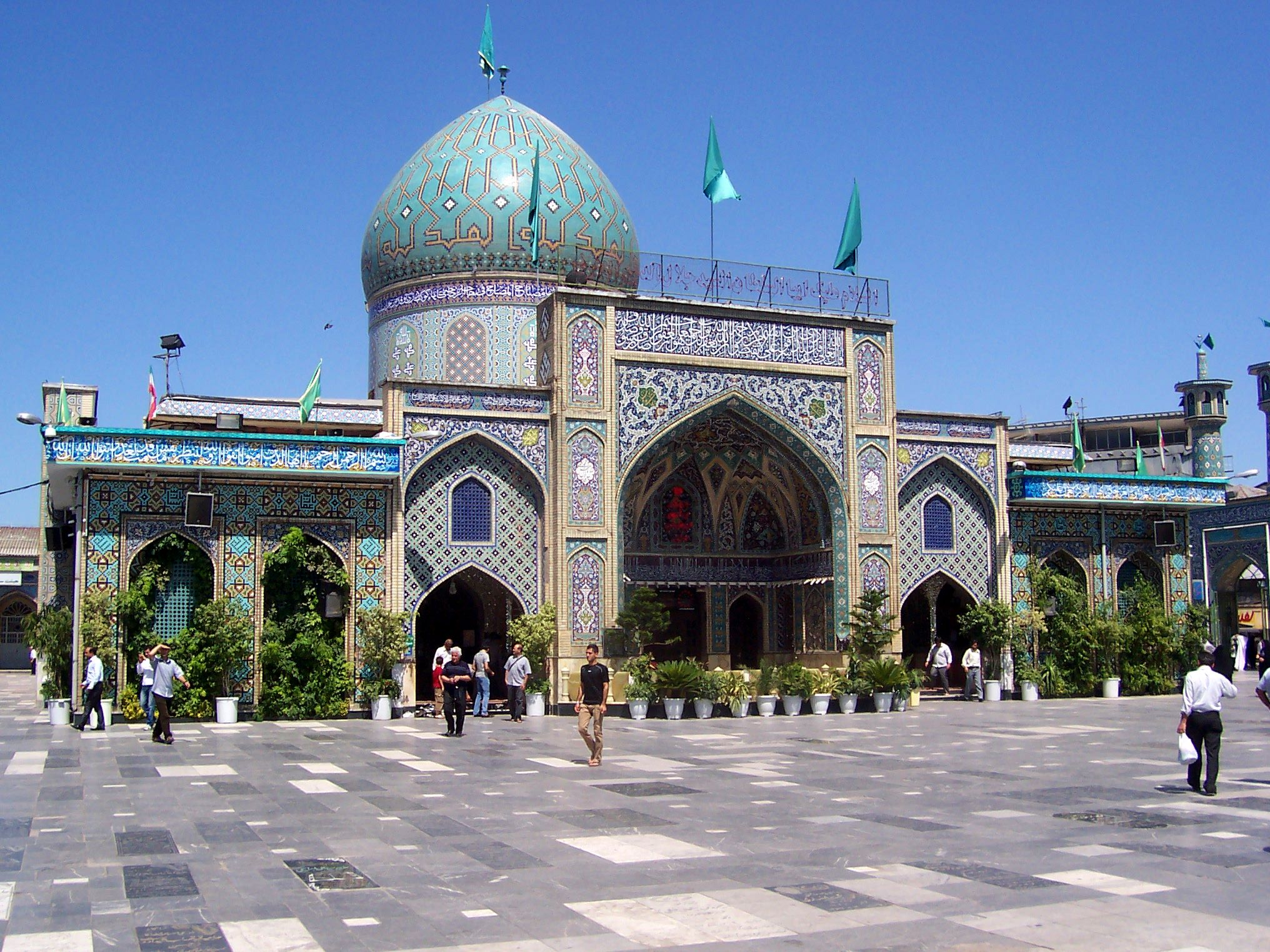

Astaneh-ye Achrafiyeh (en persan : آستانه اشرفيه, Âstâne-ye Ašrafiye) est une ville iranienne située dans la province du Guilan, à proximité de Racht et de la mer Caspienne.
La ville produit du riz, de la soie, du thé et des herbes médicinales.
On y trouve le mausolée de Seyed Jalal od-Din Ashraf, frère de l'imam Reza ainsi que la tombe du célèbre linguiste iranien Mohammad Moin.